# Zizula hylax
Zizula hylax är en fjärilsart som beskrevs av Fabricius 1775. Zizula hylax ingår i släktet Zizula och familjen juvelvingar. Inga underarter finns listade i Catalogue of Life.

## Bildgalleri

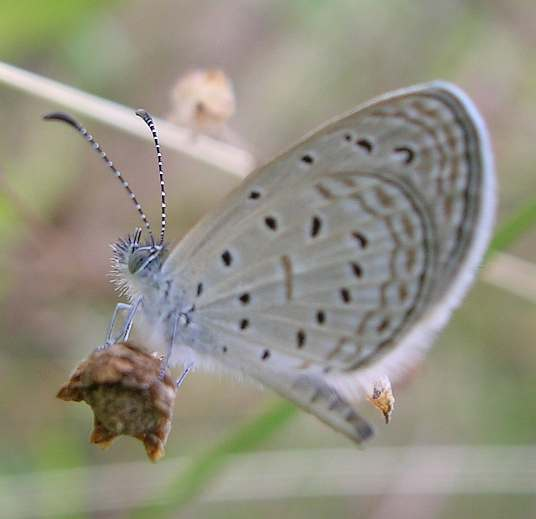
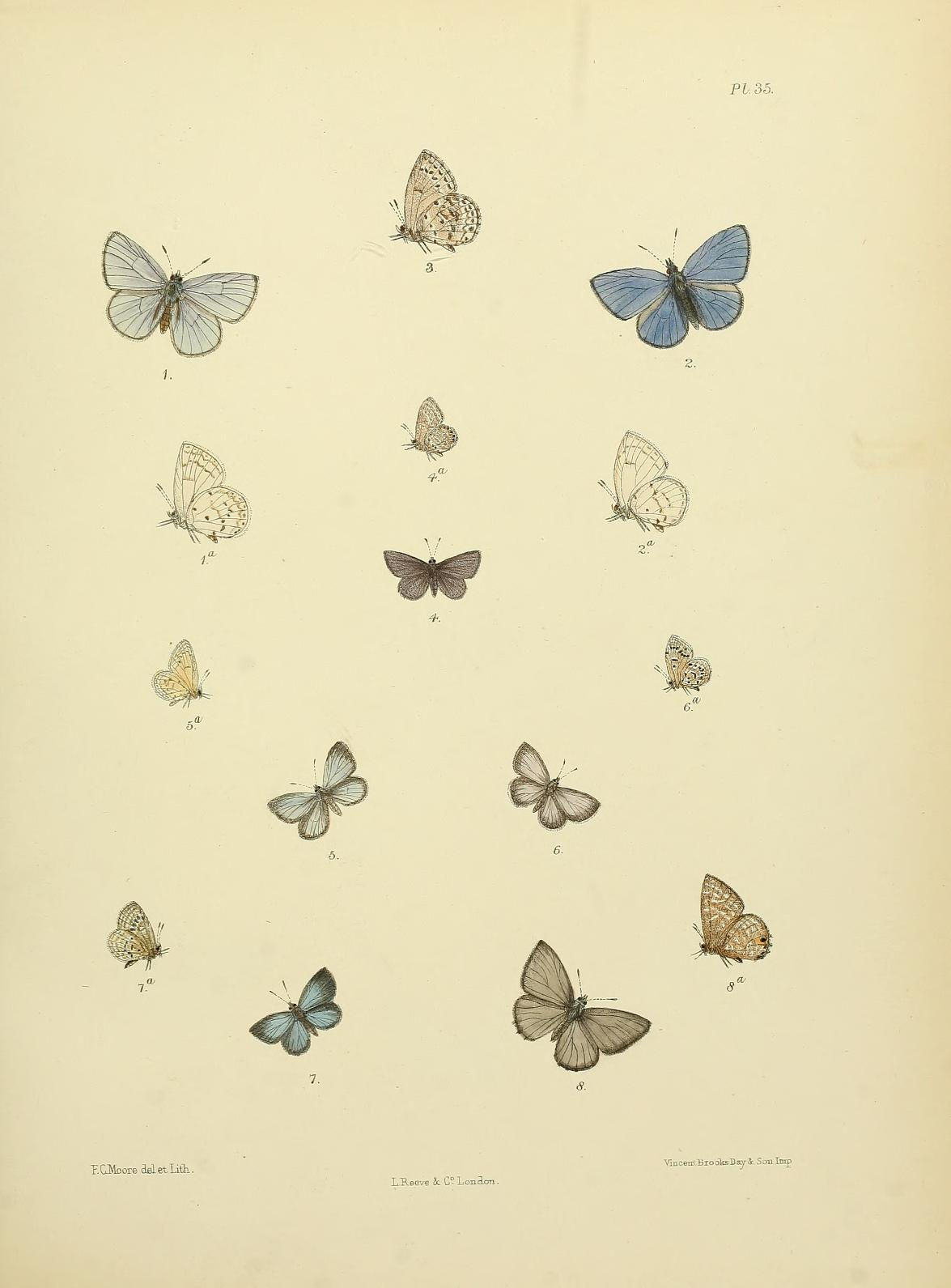
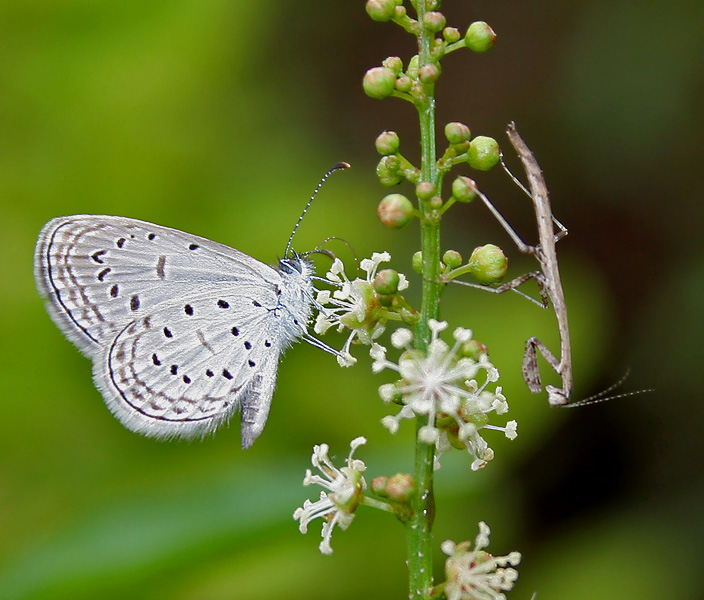
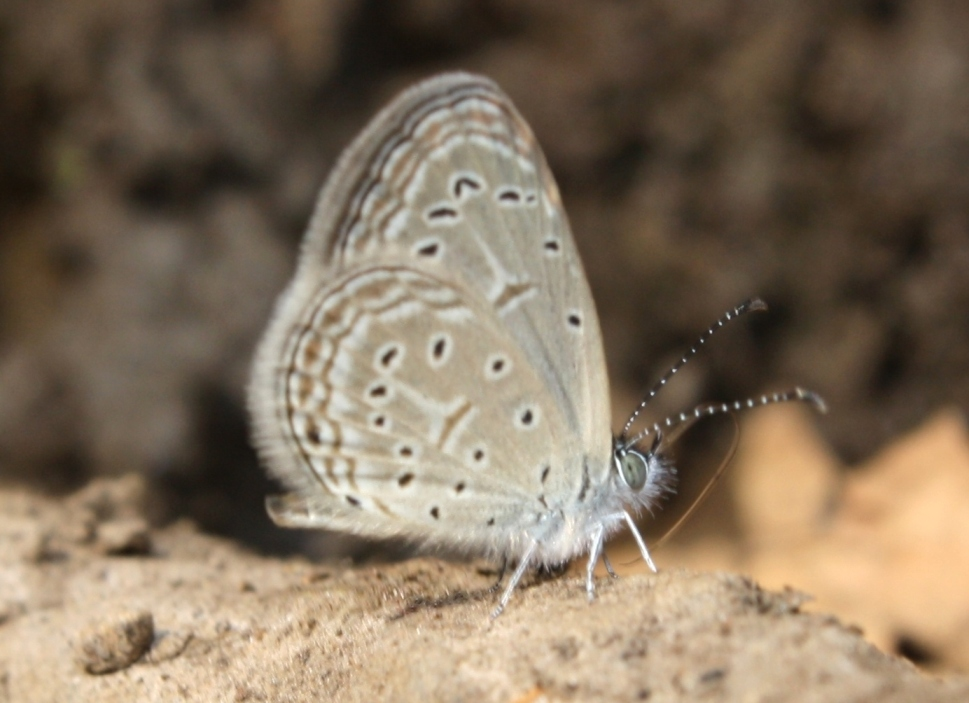
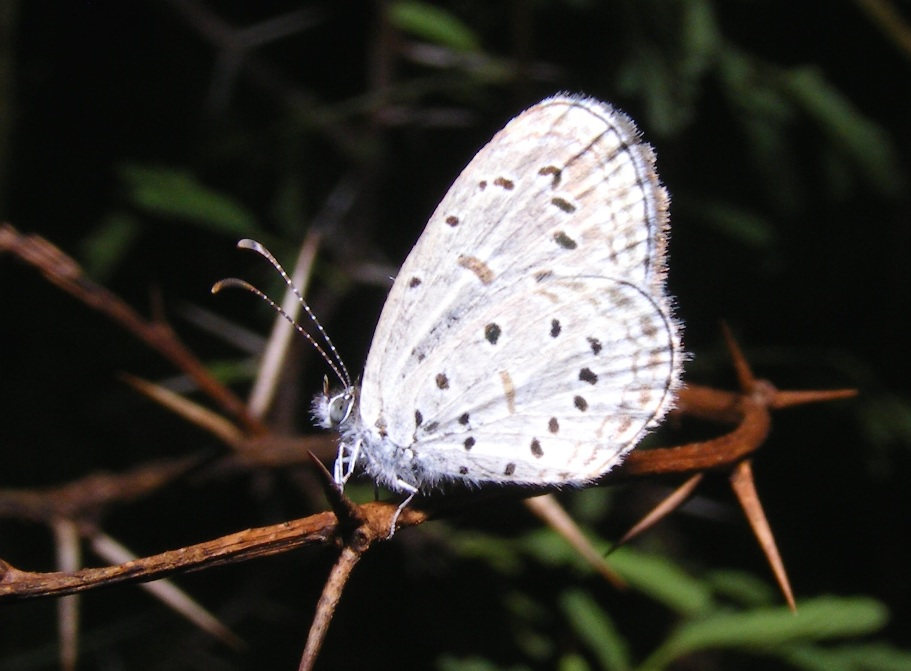